# Морони
Морони (арап. موروني, фр. Moroni) је главни град источноафричке острвске државе Комори. По процени из 2011. град има 54.000 становника. Налази се на западној обали острва Велики Комори (Grande Comore) у Индијском океану. Морони, који лежи дуж руте Национал 1, има луку и неколико џамија као што је џамија Бадџанани.

## Географија

### Знаменитости
Историјски центар града, Медина, садржи лавиринт уских уличица и древних зграда, али је лоше одржаван. Стари градски центар је сличан старом граду Ламу, али мањи од њега. Постоји много џамија, међу којима се истиче џамија Бадџанани или Ancienne Mosquée de Vendredi (стара Петковска џамија), која је најстарија џамија у Медини. Првобитно је саграђена 1427. године, а минарет је додат 1921. године. Позориште са 300 седишта Алијансе Франко-Коморијен служи као место за националне и међународне представе, церемоније, конференције, пројекције филмова и семинаре. Остале локације укључују Ал-Камар са 700 места, Народна палата са 500 места и Омладински центар Фоумбоуни са 300 места.

### Клима
Мороне карактерише клима у тропским кишним шумама (Af), са углавном обилним падавинама током целе године – само у октобру у просеку пада мање од 100 mm (4 in) кише (отприлике 98 mm (3,9 in)). Просечна годишња количина падавина је 2.700 mm (110 in) и киша пада током свих месеци у години. Сезона монсуна траје од новембра до априла. Влажност ваздуха је у распону од 69 до 79 одсто. Моронијеве просечне температуре током целе године су релативно константне са високом у опсегу од 32—34 °C (90—93 °F) и ниском у опсегу од 14—20 °C (57—68 °F). Регион доживљава честе циклоне и пошто се острва налазе на више од 10 степени испод екватора у западном делу Индијског океана, клима се генерално назива „поморска тропска“.
| Клима Морона, Комора                                                                          | Клима Морона, Комора | Клима Морона, Комора | Клима Морона, Комора | Клима Морона, Комора | Клима Морона, Комора | Клима Морона, Комора | Клима Морона, Комора | Клима Морона, Комора | Клима Морона, Комора | Клима Морона, Комора | Клима Морона, Комора | Клима Морона, Комора | Клима Морона, Комора |
| Показатељ \ Месец                                                                             | .Јан.                | .Феб.                | .Мар.                | .Апр.                | .Мај.                | .Јун.                | .Јул.                | .Авг.                | .Сеп.                | .Окт.                | .Нов.                | .Дец.                | .Год.                |
| --------------------------------------------------------------------------------------------- | -------------------- | -------------------- | -------------------- | -------------------- | -------------------- | -------------------- | -------------------- | -------------------- | -------------------- | -------------------- | -------------------- | -------------------- | -------------------- |
| Апсолутни максимум, °C (°F)                                                                   | 34 (93)              | 34 (93)              | 35 (95)              | 34 (93)              | 33 (91)              | 32 (90)              | 31 (88)              | 31 (88)              | 31 (88)              | 33 (91)              | 34 (93)              | 36 (97)              | 36 (97)              |
| Максимум, °C (°F)                                                                             | 30,4 (86,7)          | 30,4 (86,7)          | 30,8 (87,4)          | 30,4 (86,7)          | 29,5 (85,1)          | 28,4 (83,1)          | 27,7 (81,9)          | 27,7 (81,9)          | 28,1 (82,6)          | 29,1 (84,4)          | 30,3 (86,5)          | 30,8 (87,4)          | 29,5 (85,1)          |
| Минимум, °C (°F)                                                                              | 23,4 (74,1)          | 23,3 (73,9)          | 23,0 (73,4)          | 22,6 (72,7)          | 21,2 (70,2)          | 19,6 (67,3)          | 18,8 (65,8)          | 18,4 (65,1)          | 19,0 (66,2)          | 20,3 (68,5)          | 21,6 (70,9)          | 22,6 (72,7)          | 21,2 (70,2)          |
| Апсолутни минимум, °C (°F)                                                                    | 20 (68)              | 20 (68)              | 20 (68)              | 20 (68)              | 17 (63)              | 14 (57)              | 14 (57)              | 14 (57)              | 15 (59)              | 16 (61)              | 18 (64)              | 19 (66)              | 14 (57)              |
| Количина кише, mm (in)                                                                        | 364 (14,33)          | 293 (11,54)          | 279 (10,98)          | 316 (12,44)          | 256 (10,08)          | 266 (10,47)          | 244 (9,61)           | 150 (5,91)           | 108 (4,25)           | 97 (3,82)            | 108 (4,25)           | 219 (8,62)           | 2,700 (106,3)        |
| Дани са кишом                                                                                 | 18                   | 16                   | 18                   | 18                   | 12                   | 12                   | 12                   | 10                   | 11                   | 12                   | 12                   | 16                   | 167                  |
| Релативна влажност, %                                                                         | 79                   | 77                   | 76                   | 74                   | 69                   | 66                   | 65                   | 65                   | 70                   | 73                   | 69                   | 72                   | 71                   |
| Сунчани сати — месечни просек                                                                 | 187                  | 177                  | 225                  | 192                  | 232                  | 231                  | 236                  | 232                  | 221                  | 237                  | 230                  | 212                  | 2.612                |
| Извор #1: World Meteorological Organization                                                   |                      |                      |                      |                      |                      |                      |                      |                      |                      |                      |                      |                      |                      |
| Извор #2: BBC време, Дански метеоролошки институт (сунчаност и релативна влажност, 1931–1960) |                      |                      |                      |                      |                      |                      |                      |                      |                      |                      |                      |                      |                      |

#### Планина Картала
Морони се налази у подножју планине Картала, 10 kilometres (6 miles) северозападно од кратера вулкана. Активни вулкан висок 2.361 m (7.746 ft) је један од највећих активних вулкана на свету, са пречником од око 1 mile (1,6 km) и ерупцијом отприлике сваких једанаест година у последњих две стотине година. Ерупција 2005, године изазвала је расељавање великог броја људи због вулканског пепела.

## Историја
Место су основали досељеници који су говорили арапским језиком. Морони је био престоница султаната Бамбао. Сачуван је арапски амбијент, а џамија Чиунду (Chiounda) је познато ходочасничко место. 
Постао је главни град француске колоније Комори 1962, а главни град независне државе 1975. 

## Становништво
| Година       |
| Становништво |
| ------------ |

## Привреда
Има развијену дрвну (прерада махагоније, палисандра, ебановине, производња железничких прагова) и прехрамбену индустрију (шећеране, дестилерије рума и уљаре). Преко луке Морони извозе се етерична уља, ванила и дрво. 

### Саобраћај
Морони је бродским везама је повезан са другим острвима Комора, Мадагаскаром и континентом. Међународни аеродром Њазиђа отворен је 1975. године.
Државна управа за цивилно ваздухопловство, Министарство пошта и телекомуникација за промоцију нових технологија за информације и комуникацију и задужења за транспорт и туризам, налази се у Моронију, као и Национална агенција за цивилно ваздухопловство и метеорологију. Мороне опслужује међународни аеродром Принц Саид Ибрахим, који се налази у Хахаји, око 15 km (9 mi) северно од града. Међутим, нема директних летова за Европу. То је цивилни аеродром на надморској висини од 28 m (92 ft) и има поплочану писту димензија 2.900 m × 45 m (9.514 ft × 148 ft). Авиокомпаније које обављају међународне летове до овог аеродрома су Ер Танзанија, Ер Аустрал и Кенија ервејз. Међутим, између острва делују локалне авио-компаније, Интер Ајлс и АБ авијација.
Дана 30. јуна 2009, Јеменија лет 626, на путу из Јемена за Морони, срушио се у Индијски океан са 153 путника и чланова посаде у авиону, многим из Француске.
Постоји значајна лука иако мале величине са редовним превозом до афричког копна и других острва у архипелагу Коморос, као и Мадагаскара и других острва у Индијском океану. Лука је мали кеј од 80 m (260 ft) са газом од 3,5 m (11 ft), те стога није погодна за улазак великих бродова јер корални гребени представљају претњу по безбедност. Она подржава максималну величину пловила од 150 m (490 ft). Дубина канала је 24,4 m (80 ft), са дубином сидрења од 23,2 m (76 ft), дубином пристаништа за терет од 4,9 m (16 ft) и дубином терминала од 4,9 m (16 ft). Унутар лучке мини индустријске зоне, локалним контејнерским терминалом је управљао Гулфком Порт менаџмент СА у периоду 2006–2012, након чега је Болор Африка логистика добила концесију и удружили су се Кофипри, луксембуршком инвестиционом компанијом. Складини објекти као што су складишта су успостављени да би се олакшао увоз и извоз, као и за складиштење нафте.